# Стратиев, Станислав
Станислав Стратиев (9 сентября 1941 года, София, Болгария — 9 сентября 2000 года, там же) — болгарский писатель, драматург, сценарист, журналист.

## Биография
Начал работать как журналист, ещё когда изучал литературу в Софийском Университете.
Карьера Стратиева как драматурга началась в 1974 году с успешной постановки его первой пьесы «Римская купальня», которая шла в Софийском Театре Сатиры более десяти сезонов и неизменно собирала полный зал. (Постановку возобновили в Театре Сатиры в 2006 году, и она пользуется таким же успехом). Затем были написаны «Замшевый пиджак», «Автобус» и многие другие пьесы.
Пьесы Стратиева ставились в Бельгии, Венгрии, Германии, Греции, Индии, Ирландии, Италии, Китае, Марокко, Польше, России, Румынии, Сирии, Словакии, США, Турции, Финляндии, Франции, Чехии, Швеции, Эстонии и других странах.
Его пьеса «Жизнь хоть и коротка…» получила первую премию в Европейском конкурсе драматургов на Театральном фестивале в Мобеже, Франция в 1990 году. Пьеса «По другую сторону» стала финалистом конкурса пьес Международной радиослужбы Би-би-си в 1993.
Хотя наибольшую известность Стратиеву принесли пьесы, он писал и прозу, умело сочетая социальную сатиру с тонким лиризмом.
Его произведения переведены более чем на 30 языков.
Цикл рассказов «Родом из детства» был удостоен премии газеты «Литературная Россия» за 1980 год. Сценарии также принесли ему успехи: «Равновесие» получил серебряную медаль на Тринадцатом Международном кинофестивале в Москве в 1983; за «Солнце детства» он был удостоен премии «Ребенок нашего времени» на Международной ярмарке средств информации в Милане в том же году. Комедия «Оркестр без названия» в 2005 году была признана читателями ежедневной газеты «24 часа» лучшим болгарским фильмом всех времён, и её же назвали любимым болгарским фильмом слушатели радио «Атлантик» в 2006.
С 1975 года до своей смерти в 2000 году Стратиев работал драматургом Софийского Театра Сатиры.

## Пьесы
- Римская купальня под струёй
- Замшевый пиджак Латинская америка
- Автобус 410
- Максималист
- Не падай духом, полкооо
- Жизнь хоть и коротка…
- Мамонт зелёного цвета
- По другую сторону трёх фаз
- Пустые комнаты

## Фильмы
Автор киносценариев:
- Гардероб (1974)
- Сторож крепости (1974)
- Короткое солнце (1979)
- Солнце детства (1981)
- Оркестр без названия, куда пришёл зелёный слоник (1982)
- Равновесие (1983)
- Даже Бог спустился посмотреть на нас (2001)
- Воробьи в октябре гадят (2006)

## Анимационные фильмы
Автор киносценариев:
- Формула 73 (1973)
- Скрипичная соната (1981)

## Издания на русском языке
- «Автобус» и другие пьесы (1986):
  - «Римская купальня»
  - «Замшевый пиджак»
  - «Автобус»
  - «Максималист»
- «Подробности пейзажа» (1990):
  - «Недолго светило солнце»
  - «Дикие пчелы»